# Ixia micrandra
Ixia micrandra är en irisväxtart som beskrevs av John Gilbert Baker. Ixia micrandra ingår i släktet Ixia och familjen irisväxter.

## Underarter
Arten delas in i följande underarter:
- I. m. confusa
- I. m. micrandra
- I. m. minor